# Marshall (Texas)
Marshall es una ciudad ubicada en el condado de Harrison en el estado estadounidense de Texas. En el Censo de 2010 tenía una población de 23.523 habitantes y una densidad poblacional de 306,23 personas por km².

## Historia
Fue fundada en 1841, en el marco de la República de Texas. Marshall es un importante centro cultural, educativo, y político del este del estado. La ciudad es famosa en los Estados Unidos debido a su importancia histórica en lo que concierne a la Guerra de Secesión, el ferrocarril y el movimiento por los derechos civiles, así como también por la industria de la cerámica (es la autoproclamada "Capital Mundial de la Cerámica"). Cada año en diciembre se celebra un festival de luces.

## Geografía
Marshall se encuentra ubicada en las coordenadas 32°32′21″N 94°21′11″O / 32.53917, -94.35306. Según la Oficina del Censo de los Estados Unidos, Marshall tiene una superficie total de 76.81 km², de la cual 76.65 km² corresponden a tierra firme y (0.22%) 0.17 km² es agua.

## Demografía
Según el censo de 2010, había 23.523 personas residiendo en Marshall. La densidad de población era de 306,23 hab./km². De los 23.523 habitantes, Marshall estaba compuesto por el 47.96% blancos, el 38.34% eran afroamericanos, el 0.81% eran amerindios, el 0.79% eran asiáticos, el 0.04% eran isleños del Pacífico, el 10.38% eran de otras razas y el 1.68% pertenecían a dos o más razas. Del total de la población el 16.99% eran hispanos o latinos de cualquier raza.